# Drimnagh Castle
Drimnagh Castle (irisch Caisleán Dhroimeanaigh) ist eine normannische Burg in Drimnagh, einem Vorort der irischen Hauptstadt Dublin. Es ist die einzige, noch erhaltene Burg in Irland, die einen Wassergraben hat, der durch einen kleinen Fluss, den Bluebell, gespeist wird. Die Drimnagh Castle Christian Brothers School liegt in der Nähe des Anwesens.

## Geschichte
Der früheste, urkundlich erwähnte Eigentümer von Drimnagh Castle war 1216 Sir Hugh de Bernival Seine Familie, viele Jahrhunderte lang Eigentümer von Drimnagh Castle, wurde später Barnewall genannt. Die letzten Bewohner von Drimnagh Castle war die Familie Hatch.
Anfang des 20. Jahrhunderts kaufte Joseph Hatch (* 1851), ein Molkereibesitzer, der in der Lower Leeson Street 6 wohnte, die Burg. Joe Hatch war 1895–1907 Mitglied des Stadtrates von Dublin; sein Wahlkreis war der Fitzwilliam Ward. Er kaufte die Burg in erster Linie, um Weideland für sein Vieh zu erhalten. Er ließ die Burg restaurieren und sie wurde zum Sommerhaus für seine Familie und ein glänzender Ort für die Feier der silbernen Hochzeit von Joseph Hatch und seiner Frau Mary, geb. Connell, und ebenso für die Hochzeit der ältesten Tochter, Mary, im Jahre 1910.
Nach seinem Tod im April 1918 fiel die Burg an den ältesten Sohn des Ehepaars, Joseph Aloisius Hatch (* 1882) und „Louis“ genannt. Zusammen mit seinem Bruder ‚‘Hugh‘‘ leitete Louis den Bauernhof und die Molkerei in der Lower Leeson Street. Louis war nie verheiratet und starb im Dezember 1951. Hugh, der erst 1944, mit 60 Jahren geheiratet hatte, verstarb bereits 1950.
Louis Hatch vermachte die Burg Dr. P. Dunne, Bischof von Nara, der sie (angeblich für einen symbolischen Preis) an die Christlichen Brüder weiterverkaufte, damit sie dort die Schule einrichteten, die heute dort untergebracht ist.
Anfangs lebten die Brüder dort und betrieben eine Schule bis 1956. Dann zogen sie in ihr neues Kloster mit Schule ganz in der Nähe um. Mitte der 1980er-Jahre war Drimnagh Castle eine Ruine mit eingestürzten Dächern, fehlenden Fenstern und teilweise zusammengestürztem Mauerwerk.
1978 übernahm der örtliche Gaelic Athletic Association (GAA) Club die Remise der Burg, renovierte sie als Clubhaus, sodass sie eine Versammlungshalle, eine Küche und Umkleideräume mit anschließenden Duschräumen enthielt.
1986 gründete Peter Pearson, ein bekannter Künstler von An Taisce, den National Trust von Irland, ein örtliches Komitee und schaffte es, Foras Áiseanna Saothair (FÁS), die staatliche Trainingsverwaltung, an einem Rettungs- und Restaurierungsprojekt zu beteiligen. Alle Arbeiten wurden von Hand ausgeführt: Der Bau des Eichendaches über dem Rittersaal aus dem 15. Jahrhundert, gekuppelte Fenster, Kalkmörtel für Bausteine und Verputz und Schnitzereien in Eiche. Ein formeller Garten im Stil des 17. Jahrhunderts wurde ebenfalls geschaffen.
1996 endete das Arbeitsprogramm, auch wenn die Burg bei Weitem noch nicht fertig restauriert war.
Heute werden öffentliche Führungen angeboten und die Burg ist als Ort für Hochzeiten und andere Veranstaltungen zu mieten. Auch werden dort Kurse im Trockenmauerbau durchgeführt.

## Beschreibung

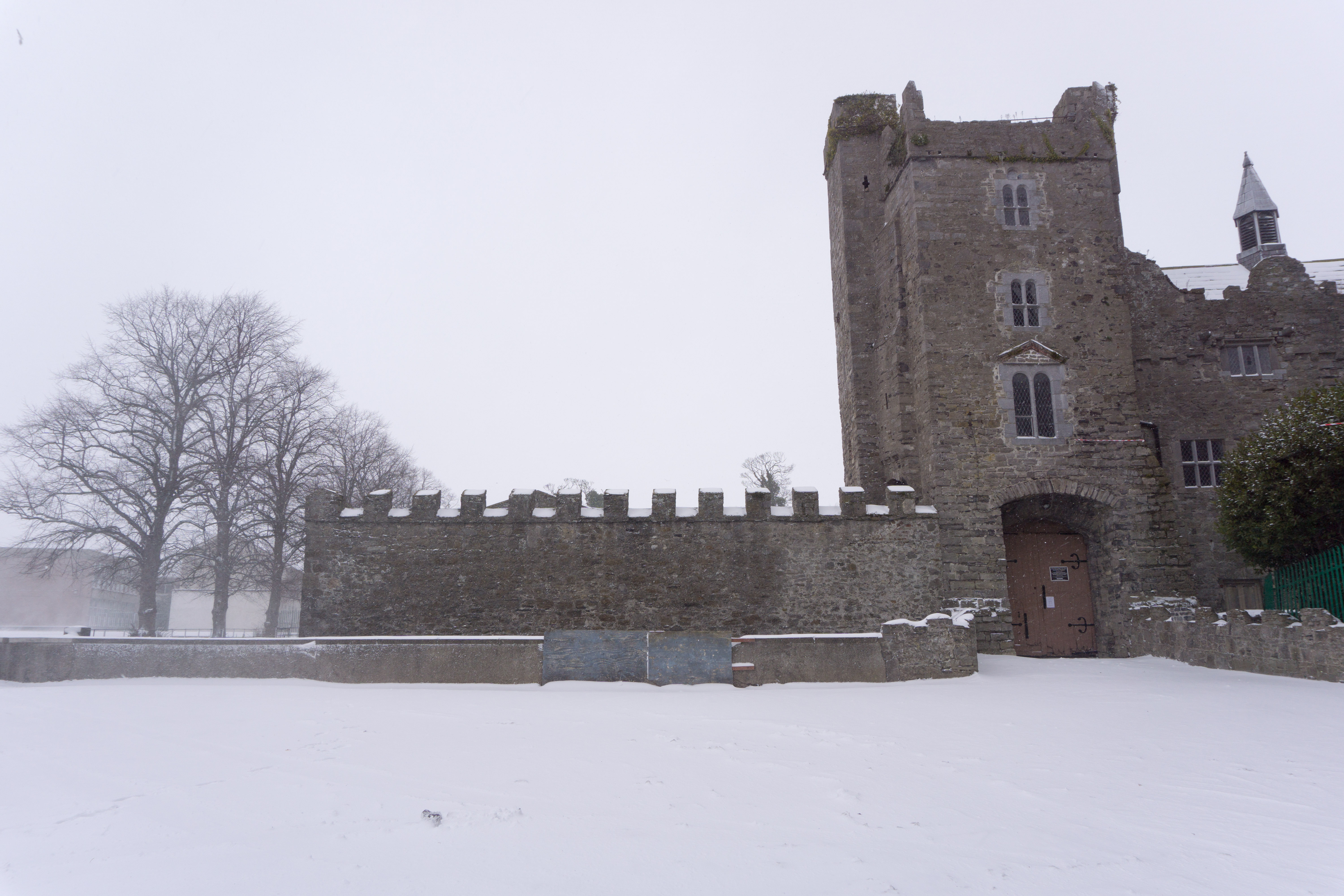
Drimnagh Castle (2018)

Die Gebäude innerhalb des Burggrabens bestehen aus einem Rittersaal aus dem 15. Jahrhundert, einem angebauten Turm aus dem 16. Jahrhundert, einem großen Steingebäude vom Anfang des 20. Jahrhunderts, das als Stall und einmal als Festsaal genutzt wurde, und einer Remise.

## In Film und Fernsehen
Eine Reihe von Filmen und Fernsehproduktionen wurden auf Drimagh Castle gedreht, z. B. 2002 The Abduction Club unter der Leitung von Stephen Schwartz, 2004 Ella – Verflixt & zauberhaft unter der Leitung von Tommy O’Haver und 2007 Die Tudors nach Michael Hirst.